# Verbandsgemeinde Stromberg
Die Verbandsgemeinde Stromberg war eine Gebietskörperschaft im Landkreis Bad Kreuznach in Rheinland-Pfalz. Der Verbandsgemeinde gehörten die Stadt Stromberg sowie neun weitere Ortsgemeinden an. Der Verwaltungssitz war in der Stadt Stromberg.
Zum 1. Januar 2020 fusionierte die Verbandsgemeinde mit der Verbandsgemeinde Langenlonsheim zur Verbandsgemeinde Langenlonsheim-Stromberg.

## Verbandsangehörige Gemeinden
| Ortsgemeinde, Stadt        | Fläche (km²) |
| -------------------------- | ------------ |
| Daxweiler                  | 16,65        |
| Dörrebach                  | 13,14        |
| Eckenroth                  | 1,08         |
| Roth                       | 0,82         |
| Schöneberg                 | 7,13         |
| Schweppenhausen            | 3,05         |
| Seibersbach                | 14,63        |
| Stromberg, Stadt           | 9,01         |
| Waldlaubersheim            | 8,05         |
| Warmsroth                  | 5,90         |
| Verbandsgemeinde Stromberg | 79,5         |

## Bevölkerungsentwicklung
Die Entwicklung der Einwohnerzahl bezogen auf das Gebiet der Verbandsgemeinde Stromberg; die Werte von 1871 bis 1987 beruhen auf Volkszählungen:

Einwohnerentwicklung von Stromberg von 1815 bis 2017 nach nebenstehenden Einwohnerzahlen

| Jahr | Einwohner |
| 1815 | 4.554     |
| 1835 | 5.825     |
| 1871 | 5.516     |
| 1905 | 5.427     |
| 1939 | 5.346     |
| 1950 | 6.503     |

| Jahr | Einwohner |
| 1961 | 6.852     |
| 1970 | 7.197     |
| 1987 | 8.183     |
| 1997 | 9.216     |
| 2005 | 9.425     |

## Politik

### Verbandsgemeinderat
Der Verbandsgemeinderat Stromberg bestand aus 24 ehrenamtlichen Ratsmitgliedern, die bei der Kommunalwahl am 25. Mai 2014 in einer personalisierten Verhältniswahl gewählt wurden, und der Vorsitzenden. Wegen der Fusion der Verbandsgemeinden Langenlonsheim und Stromberg wurde das Gremium bei der Kommunalwahl am 26. Mai 2019 nicht neu gewählt, sondern die Verbandsgemeinderatswahl fand erst am 22. März 2020 statt (schon in Neustruktur). Die Amtszeit des bisherigen Gemeinderats wurde daher per Landesgesetz bis zum 31. Dezember 2019 verlängert.
Die bis zum 31. Dezember 2019 gültige Sitzverteilung im Verbandsgemeinderat Stromberg:
| Wahl | SPD | CDU | GRÜNE | WGR | WGS | Gesamt   |
| ---- | --- | --- | ----- | --- | --- | -------- |
| 2014 | 10  | 11  | –     | 1   | 2   | 24 Sitze |
| 2009 | 11  | 13  | –     | –   | –   | 24 Sitze |
| 2004 | 7   | 14  | 3     | –   | –   | 24 Sitze |

- WGS = Wählergemeinschaft Stromberg e.V.

### Bürgermeister
Hauptamtliche Bürgermeisterin war zuletzt Anke Denker (SPD), sie wurde am 4. November 2012 mit 51,53 Prozent der abgegebenen Stimmen für acht Jahre in dieses Amt direkt gewählt, jedoch endete die Amtszeit Denkers wegen der Fusion der beiden Verbandsgemeinden Langenlonsheim und Stromberg durch ein Landesgesetz bereits vorzeitig am 31. Dezember 2019.

### Kommunalpartnerschaft
Mit der thüringischen Verwaltungsgemeinschaft Bad Tennstedt besteht seit 1992 eine Partnerschaft.